# Tổng tuyển cử Ấn Độ 2014
Cuộc Tổng tuyển cử Ấn Độ diễn ra quy mô vào năm 2014. Kết quả cuộc bầu cử này là Đảng Quốc đại đã thất bại trong cuộc tổng tuyển cử sau 10 năm liên tục cầm quyền tại Ấn Độ để trở thành Đảng đối lập và sự thắng lợi của Đảng Bharatiya Janata (BJP) do ông Narendra Modi là chủ tịch và sau đó giành lấy ghế Thủ tướng thay thế ông Manmohan Singh.

## Kết quả
Kết quả kiểm phiếu ban đầu cho thấy Đảng Bharatiya Janata đối lập giành chiến thắng lớn. Đảng này giành được thế đa số tại hạ viện với 286/543 ghế. Liên minh do BJP dẫn đầu có được tới 325 ghế để lập chính phủ mới. Đây là chiến thắng vang dội nhất của BJP trong một cuộc tổng tuyển cử ở Ấn Độ trong vòng 30 năm qua. Đảng BJP đã chiếm được đa số, giúp ông không phải đàm phán liên minh với các đảng nhỏ và thành lập chính phủ liên hiệp do đó họ có nhiều điều kiện thuận lợi trong việc tự quyết các chính sách giúp ông Modi đẩy được các cải cách kinh tế mạnh mẽ hơn cho Ấn Độ.
Liên minh do Đảng Quốc đại dẫn đầu chỉ giành được 67 ghế, kết quả tồi tệ nhất từ trước đến nay đối với họ. Ông Modi cam kết cải tổ nền kinh tế, tăng đầu tư vào các dự án hạ tầng đã giúp ông nhận được sự ủng hộ của giới doanh nghiệp và đại đa số cử tri. Thị trường chứng khoán đã tăng 6% sau chiến thắng được coi là lớn nhất trong vòng 30 năm qua.